# Chancé
Chancé is een plaats en voormalige gemeente in het Franse departement Ille-et-Vilaine (regio Bretagne) en telt 246 inwoners (1999). De plaats maakt deel uit van het arrondissement Rennes. Chancé is op 1 januari 2019 gefuseerd met de gemeente Piré-sur-Seiche tot de gemeente Piré-Chancé. 

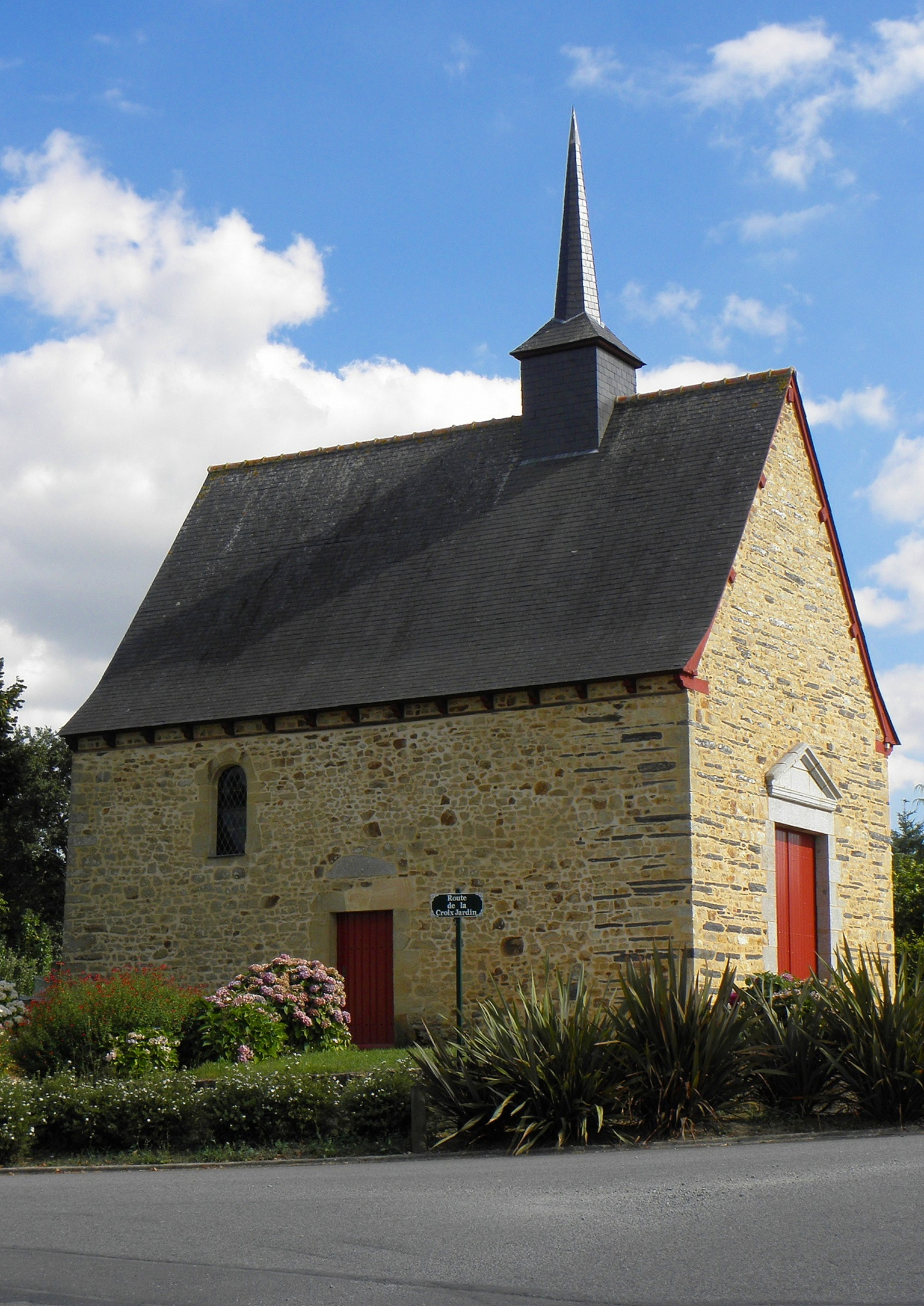
Kapel van St. Marc en St Marcoul
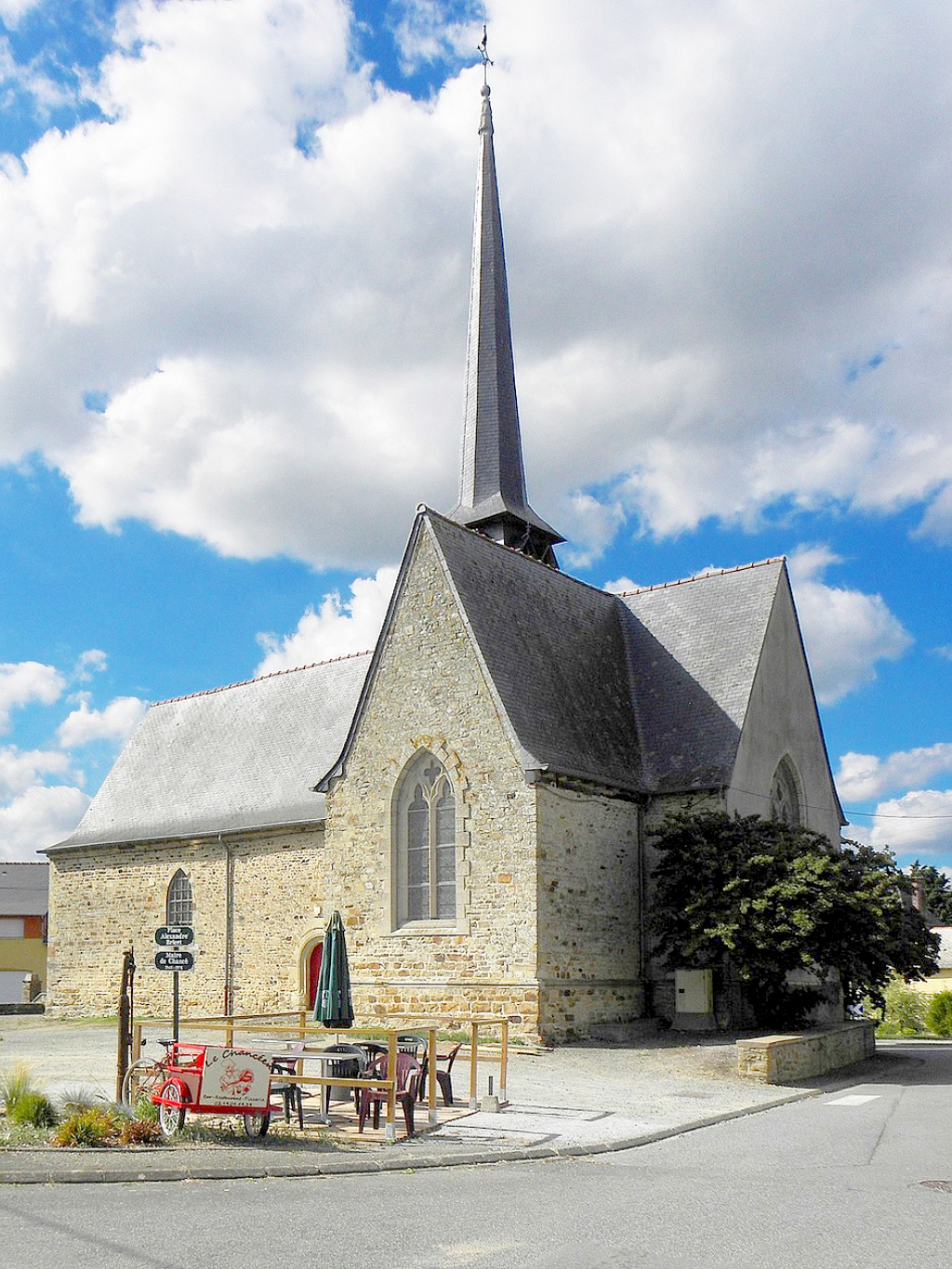
Kerk van St Pierre

## Geografie
De oppervlakte van Chancé bedraagt 5,2 km², de bevolkingsdichtheid is 47,3 inwoners per km².
De onderstaande kaart toont de ligging van Chancé met de belangrijkste infrastructuur en aangrenzende gemeenten.

## Demografie
Onderstaande figuur toont het verloop van het inwonertal (bron: INSEE-tellingen).